# ビル・ニール
ウィリアム・ビル・ニール（英語: William "Bill" Neale、1943年5月9日 - ）は、カナダ、フォートエリー出身のフィギュアスケート選手（男子シングル）。1964年インスブルックオリンピックカナダ代表。

## 主な戦績
| 大会/年      | 1962-63 | 1963-64 |
| ------------ | ------- | ------- |
| オリンピック |         | 16      |
| 世界選手権   | 15      |         |
| カナダ選手権 | 3       |         |